# Callan Chythlook-Sifsof
Callan Chythlook-Sifsof (Anchorage, 14 febbraio 1989) è un'ex snowboarder statunitense, specializzata nello snowboard cross.

## Biografia
Ha iniziato a competere in nazionale dal 2005. Nel 2006 è stata invitata alla sua prima competizione X Games invernali e ha vinto una medaglia d'argento nel 2011. I suoi migliori piazzamenti in Coppa del Mondo sono stati il 2º posto a Furano, in Giappone, nel 2006 e il 2º posto ad Arosa, in Svizzera, nel 2011.
Ha rappresentato gli Stati Uniti ai Giochi olimpici invernali di Vancouver 2010, dove si è classificata 21ª nel turno di qualificazione della gara di snowboard cross ed è stata eliminata.
Nel febbraio 2014, durante le Olimpiadi di Soči 2014, alle quali non è stata convocata, si è dichiarata pubblicamente omosessuale, esponendo di averlo fatto a sostegno delle proteste olimpiche in corso contro le leggi anti-gay della Russia. Ha dichiarato: "È importante uscire allo scoperto e prendere posizione e mostrare al mondo che non va bene essere bigotti."
In occasione dei Giochi olimpici di Pechino 2022 ha denunciato pubblicamente l'allenatore Peter Foley affermando che lo stesso avrebbe tenuto comportamenti sessualmente molesti, come l'aver scattato "foto di atlete nude per oltre un decennio" e proferito commenti sessuali inappropriati rivolti a lei e a una compagna di squadra. Nell'occasione ha anche accusato il connazionale Hagen Kearney, suo compagno di nazionale nel 2014, di aver tenuto un comportamento intimidatorio ed utilizzato espressioni razziste.

## Palmarès

### Winter X Games
- 1 medaglia:
  - 1 argento (snowboard cross ad Aspen 2011)

### Mondiali juniores
- 1 medaglia:
  - 1 argento (snowboard cross a Valmalenco 2008)

### Coppa del Mondo
- Miglior piazzamento nella Coppa del Mondo generale di snowboard: 14ª nel 2012
- Miglior piazzamento nella Coppa del Mondo di snowboard cross: 5ª nel 2011
- 2 podi:
  - 1 secondo posto
  - 1 terzo posto